# José María Linares
José María Rufino de Linares Lizarazu (Ticala, Imperio español; 10 de julio de 1808-Valparaíso, Chile; 23 de octubre de 1861) fue un abogado, político y boliviano. Ocupó la presidencia provisoria de la República de Bolivia de forma de facta, desde el 9 de septiembre de 1857 hasta su caída del 14 de enero de 1861, se proclamó dictador el 31 de marzo de 1858. Cabe mencionar que Linares fue el primer civil en llegar a la presidencia de Bolivia y el segundo en gobernarla como civil.

## Biografía
José María Linares nació el 10 de julio de 1808 en la hacienda de Ticala, en el actual municipio de Puna, de la Intendencia de Potosí (actual Departamento de Potosí), en ese año perteneciente al Virreinato de la Plata. Fue hijo de padre español y madre criolla. 
Su padre fue José Bruno Linares Bustillos, natural de la región de Asturias y considerado hidalgo. Fue tesorero de la aduana de Potosí entre 1788 y 1796.
Su madre fue María Josefa Romualda Lizarazu Beaumont de Navarra y López Lisperguer, hija de los condes de Casa Real de la Moneda y señores de Rodrigo en Navarra, España. 
Linares se educó primero en el Colegio Nacional Pichincha [cita requerida] y luego en el colegio seminario de la ciudad de La Plata (actual Sucre).
Durante sus tiempos de estudiante, Linares llegó a obtener altas calificaciones, destacándose en sus estudios y logrando de esa manera estar entre los mejores alumnos de su colegio.
En 1825, cuando Linares era aún un jovenzuelo de apenas 17 años de edad, sus maestros de colegio le hicieron rendir varios exámenes delante de los libertadores Simón Bolívar (1783-1830) y Antonio José de Sucre (1795-1830) cuando estos se encontraban momentáneamente de paso por Chuquisaca. Ambos libertadores le felicitaron al quedar admirados de la capacidad intelectual del entonces muchacho Linares a tal punto que el propio libertador Simón Bolívar decidió obsequiarle de manera personal una medalla de oro puro como una forma de premio. A la vez el mariscal de Ayacucho Antonio José de Sucre también había quedado impresionado por su excelencia académica y su talento, que logró influir para que Linares fuera nombrado profesor en el mismo colegio una vez que saliera bachiller.
Años después, Linares continuó con sus estudios superiores ingresando a estudiar en la Universidad Mayor Real y Pontificia San Francisco. Su carácter siempre fue inflexible desde su juventud, una de las características de sus actos, tanto en lo personal como cuando Linares ocupó cargos políticos de lustre: diputado, prefecto de Potosí, ministro de Estado durante el tercer gobierno de José Miguel Velasco (primera presidencia), así también como ministro plenipotenciario. Sus desvelos los dedicó a estudios de las ciencias sociales. Mientras se encontraba como embajador de Bolivia en España, le tocó firmar el tratado en que esa nación reconoció oficialmente la Independencia de Bolivia (desde 1825). A su regreso al país salió elegido diputado y, a poco, presidente del poder legislativo.
Cabe recordar, que en vez de retirarse de la vida pública e irse a vivir definitivamente a España a disfrutar de la enorme cantidad de dinero que había heredado (al ser el descendiente de una familia de la nobleza española), Linares decidió ponerlo todo en su actuación política en el país pues llegó a gastar toda su inmensa riqueza en intentar y empeñarse obstinadamente en convertirse en presidente de Bolivia hasta el extremo de inclusive morir casi en la más absoluta miseria. Pero al final, su ferviente perseverancia lo llevó a subir a la presidencia del país; aunque cabe aclarar que esto después de haber financiado económicamente centenares de levantamientos militares, motines, revoluciones, conspiraciones y revueltas populares por todo el país durante casi 10 largos años (1848-1857) contra los gobiernos de los presidentes Manuel Isidoro Belzu y Jorge Córdova (a este último logró derrocarlo en la batalla de Cochabamba de septiembre de 1857)

## Presidente de Bolivia
Una vez que Linares derrocara al presidente Jorge Córdova en la batalla de Cochabamba, este logró subir al mando supremo de la nación después de 9 años de intentos (desde 1848). Linares se convirtió de esa manera en presidente de Bolivia a sus 49 años de edad, el 9 de septiembre de 1857. Su figura pasó a la historia de Bolivia por haber sido el primer presidente civil del país y segundo gobernante civil después de Mariano Enrique Calvo.
Después de su victoria en Cochabamba, se encaminó de viaje rumbo a la ciudad de La Paz. Desde el inicio de los primeros días de su gobierno, Linares creía que lo único que había que hacer para que Bolivia progresara, era moralizar el país. Pues estaba muy convencido de que era preciso levantar la moral del país.
Las instituciones y entidades públicas, junto al pueblo mandaban a publicar en los periódicos, boletines, y actas colectivas, en donde manifestaban su adhesión y su total apoyo al nuevo presidente.
Pronto se convirtió en uno de los caudillos más importante de la política nacional. Durante su vida política fue deportado y vivió en Perú, Chile y Argentina. En 1857, mediante golpe de Estado, ascendió a la presidencia. Gobernó con rectitud e inflexibilidad. En 1857 le retiró arbitrariamente la pensión a Juana Azurduy, coronel del Ejército de Bolivia.
Apoyó la fuerza de su gobierno en la ética, con acciones implacables contra quienes transgredían la ley. Para hacerlo se declaró dictador, aplicó severas medidas de fiscalización. Redujo drásticamente los fondos del ejército y sus efectivos. Fue escrupuloso y austero en el manejo del erario público, con reducción de sueldos reduciendo el déficit público. Cambió la política de estado hacia el librecambismo.
El 14 de enero de 1861 fue depuesto por un golpe fraguado por sus propios ministros: Ruperto Fernández, Manuel Antonio Sánchez y el general José María de Achá.
Murió seis meses después en su exilio de Valparaíso, Chile, el 23 de octubre de 1861.